# Rubi

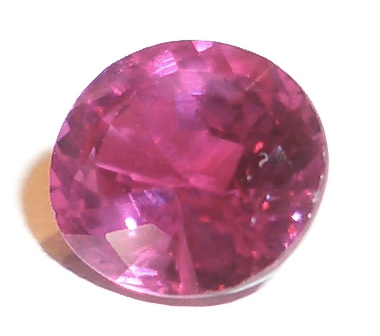
Rubi rosa, Lapidado

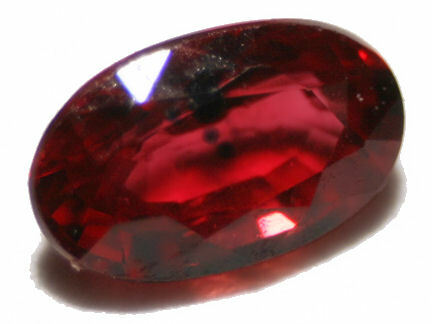
Rubi vermelho, Lapidado

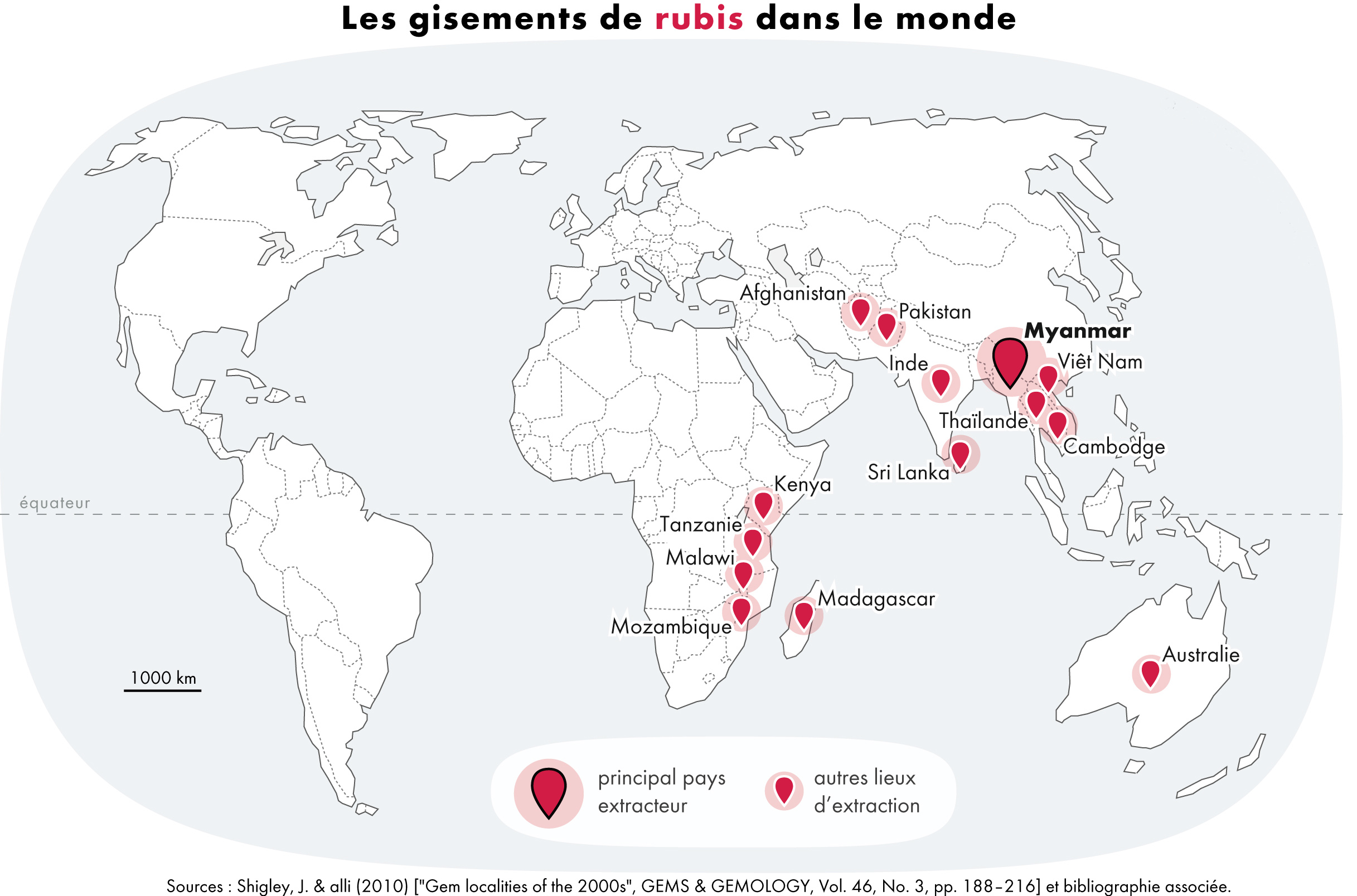
Mapa dos principais países produtores no mundo

O rubi é uma pedra preciosa rosa a vermelho-sangue, uma variedade de corindo mineral (óxido de alumínio). Outras variedades de corindo com qualidade de gema são chamadas safiras. O rubi é uma das joias cardinais tradicionais, junto com ametista, safira, esmeralda e diamante. A palavra rubi vem de "ruber", latim para vermelho. 
O rubi é uma pedra preciosa que vai de tons de vermelho a tons de cor de rosa.
O rubi é minerado na África, Ásia e na Austrália. Eles são mais comuns em Myanmar, no Sri Lanka e na Tailândia, porém também são encontrados em Montana e na Carolina do Sul nos Estados Unidos e Moçambique em Africa. Algumas vezes ocorrem juntamente com espinelas nas mesmas formações geológicas ocorrendo confusão entre as duas espécies: no entanto, bons exemplares de espinelas vermelhas têm um valor próximo do rubi.
O rubi tem dureza 9 na escala de Mohs, e entre as gemas naturais somente é ultrapassado pelo diamante em termos de dureza. As variedades de corindo não vermelhas são conhecidas como safiras.
As gemas de rubi são valorizadas de acordo com várias características incluindo tamanho, cor, claridade e corte. Todos os rubis naturais contêm imperfeições. Por outro lado, rubis artificiais podem não conter imperfeições.  Alguns rubis manufaturados têm substâncias adicionadas a eles para que possam ser identificados como artificiais, mas a maioria requer testes gemológicos para determinar a sua origem.
Foi usado um rubi sintético para criar o primeiro laser.
O maior rubi estrela do mundo é o Rajaratna, que pesa 495 g.